# Halfway-Nunatak
Der Halfway-Nunatak ist ein 1268 m hoher und isolierter Nunatak im ostantarktischen Viktorialand. Er ragt auf der Westseite des Firnfelds The Landing und nahezu im Zentrum des oberen Skelton-Gletschers auf. Nord-, Süd- und Ostseite des Nunataks werden durch die Felsenkliffs Norton Crag, Baumann Crag und Schulz Crag dominiert.
Vermessen und nach seiner geografischen Lage inmitten des Skelton-Gletschers deskriptiv benannt wurde er 1957 von der neuseeländischen Mannschaft der Commonwealth Trans-Antarctic Expedition (1955–1958).